# 陳邦瞻
陳邦瞻（1567年—1623年），字德遠，號匡左，高安（今江西高安市）人。明朝政治人物。

## 生平
隆庆元年（1567年）出生。萬曆二十六年（1598年）戊戌科進士，礼部觀政，授南京大理評事，歷官南工部员外郎、南兵部职方司员外郎、郎中、南京吏部稽勋司郎中，萬曆三十五年（1607年）出為浙江杭严道參政。三十八年進福建按察使，四十年遷右布政使，本年丁憂。四十三年起補河南右布政，四十五年进左布政。分理彰德諸府，開水田千頃利民，又建滏陽書院。萬曆四十七年升任都察院右副都御史、巡抚廣西。
廣西上林土官黄德勋之弟黃德隆及其子黃祚胤反叛，投靠田州（治今广西田阳）土酋岑茂仁。岑茂仁借之袭破上林，杀黄德勋，奪其妻女印信，並詭稱德勳病歿，請求以祚胤繼位。邦瞻請討於朝。明光宗嗣位，升遷兵部右侍郎兼右佥都御史，總督兩廣軍務兼巡撫廣東，移師討擒之。岑茂仁之亂遂平。泰昌元年八月至十二月，派布政使司参政冯从龙等拆毁澳門葡萄牙人構築的青州城墙。天启元年（1621年）春，以功召入为工部右侍郎，再改为兵部右侍郎，晋左侍郎。天啟二年五月上疏陳述四件事，其中說：“客氏已出内宫又進入，實是陛下不恰當的舉動。”後兼戶、工二部侍郎，天啟三年（1623年）卒於官。詔贈尚書。有《宋史紀事本末》、《元史紀事本末》、《荷華山房集》、《皇王大纪》等。